# Sabrina Giusto
Sabrina Giusto (ur. 31 sierpnia 1971) – brazylijska tenisistka.

## Kariera tenisowa
Tenisistka występująca głównie w zawodach rangi ITF, w których wygrała 2 turnieje w grze pojedynczej i 1 w podwójnej.
W zawodach cyklu WTA Tour trzykrotnie dochodziła do 2 rundy gry pojedynczej, a w latach 1990 i 1991 zagrała w kwalifikacjach do wielkoszlemowego French Open, za każdym razem odpadając jednak w 1 rundzie.
W 1991 roku reprezentowała swój kraj w rozgrywkach Fed Cup, zarówno w grze pojedynczej jak i podwójnej.
Najwyższe, 171. miejsce w rankingu WTA osiągnęła 10 grudnia 1990 roku.

### Wygrane turnieje rangi ITF
| turnieje z pulą nagród 100 000 $ |
| turnieje z pulą nagród 75 000 $  |
| turnieje z pulą nagród 50 000 $  |
| turnieje z pulą nagród 25 000 $  |
| turnieje z pulą nagród 15 000 $  |
| turnieje z pulą nagród 10 000 $  |

#### Gra pojedyncza
|    | Data       | Turniej        | ($)    | Naw.   | Finalistka            | Wynik    |
| 1. | 17/07/1989 | Sezze          | 10 000 | ziemna | Laura Murgo           | 6:1, 6:4 |
| 2. | 30/10/1989 | Belo Horizonte | 10 000 | ziemna | Christina Rozwadowski | 6:1, 6:0 |